# Paul Gutty
Paul Gutty (Lyon, Roine, 4 de noviembre de 1942 - Oingt, Roine, 27 de agosto de 2006) fue un ciclista francés, profesional entre 1968 y 1971. 
El año 1970, ganó el Campeonato de Francia en ruta pero fue desposeído para dar positivo en dopaje.

## Palmarés
- 1965
  - 1º en el Gran Premio de Antibes
  - 1º en  la Flecha lionesa
- 1966
  - 1º en  Massiac
- 1967
  - 1º en el Tour de Corrèze
  - 1º en la Flecha lionesa
  - Vencedor de una etapa del Tour lleva Morbihan
  - 1º en Plessala
  - 1º en el Gran Premio de Saint Tropez
  - 1º en el Polymultipliée lyonnaise
- 1969
  - 1º en el Tour del Lemosín
- 1970
  - 1º en el Gran Premio de Canes
  - 1º en la Ronda de Montauroux

### Resultados en el Tour de Francia
- 1969. 17º de la clasificación general